# Лоджия

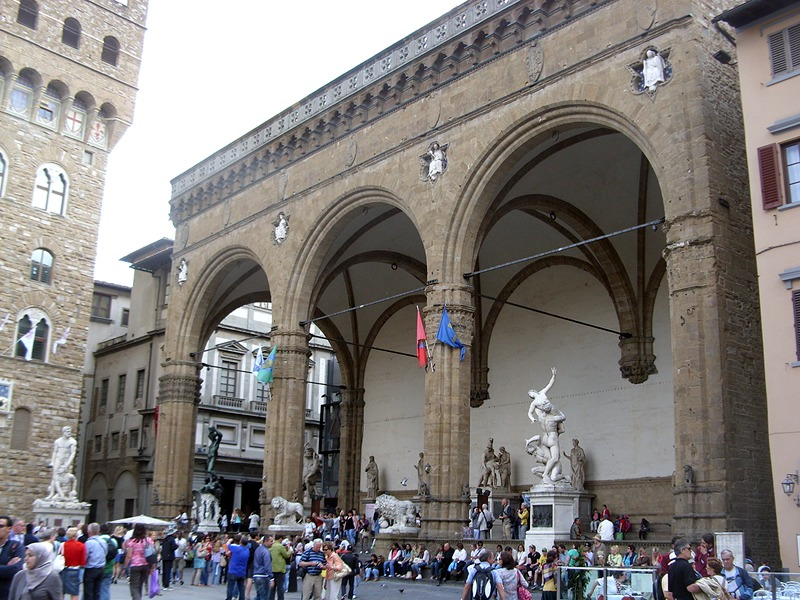
Лоджия деи Ланци. Флоренция. 1376—1382

Ло́джия (итал. loggia — беседка, крытая галерея, от лат. logeum — подмостки, помост театральной сцены) — галерея, чаще с аркадой на колоннах, открытая с одной, реже с двух (угловая лоджия), сторон. В отличие от балкона или эркера, лоджия не выступает за пределы стены здания.
В жилой архитектуре XX—XXI веков название «лоджия» сближают с понятием модифицированного балкона, заглублённого в стену и открытого только с одной стороны, иногда застеклённого. Такое отождествление лоджии и балкона неправомерно с точки зрения истории и теории архитектуры, поскольку исторически лоджии возникали в качестве галерей первого этажа итальянских палаццо, открытых в пространство улицы или городской площади.

## Лоджии в истории классической архитектуры
Лоджии считаются изобретением эпохи итальянского Возрождения, однако они происходят от древнегреческих ксист др.-греч. ξυστός — крытая галерея в греческих гимнасиях для атлетических упражнений в холодное время года. В отличие от портиков ксисты встраивали в здания наподобие стои. Подобные галереи римляне устраивали в перистилях загородных вилл.
В итальянских городах под открытые галереи приспосабливали первые этажи средневековых палаццо. С одной, фронтальной, стороны либо с двух сторон (если здание находится на углу, пересечении улиц) лоджии оформляли аркадами и балюстрадами. Подобные галереи защищали от солнца и дождя и в то же время связывали здание с улицей. В редких случаях ренессансное палаццо обходилось без лоджии. В лоджиях хозяева встречались с соседями, обсуждали дела, заключали торговые сделки. Такова Лоджия дель Консильо в Вероне (итал. Loggia del Consiglio — Лоджия Совета; 1476—1493).

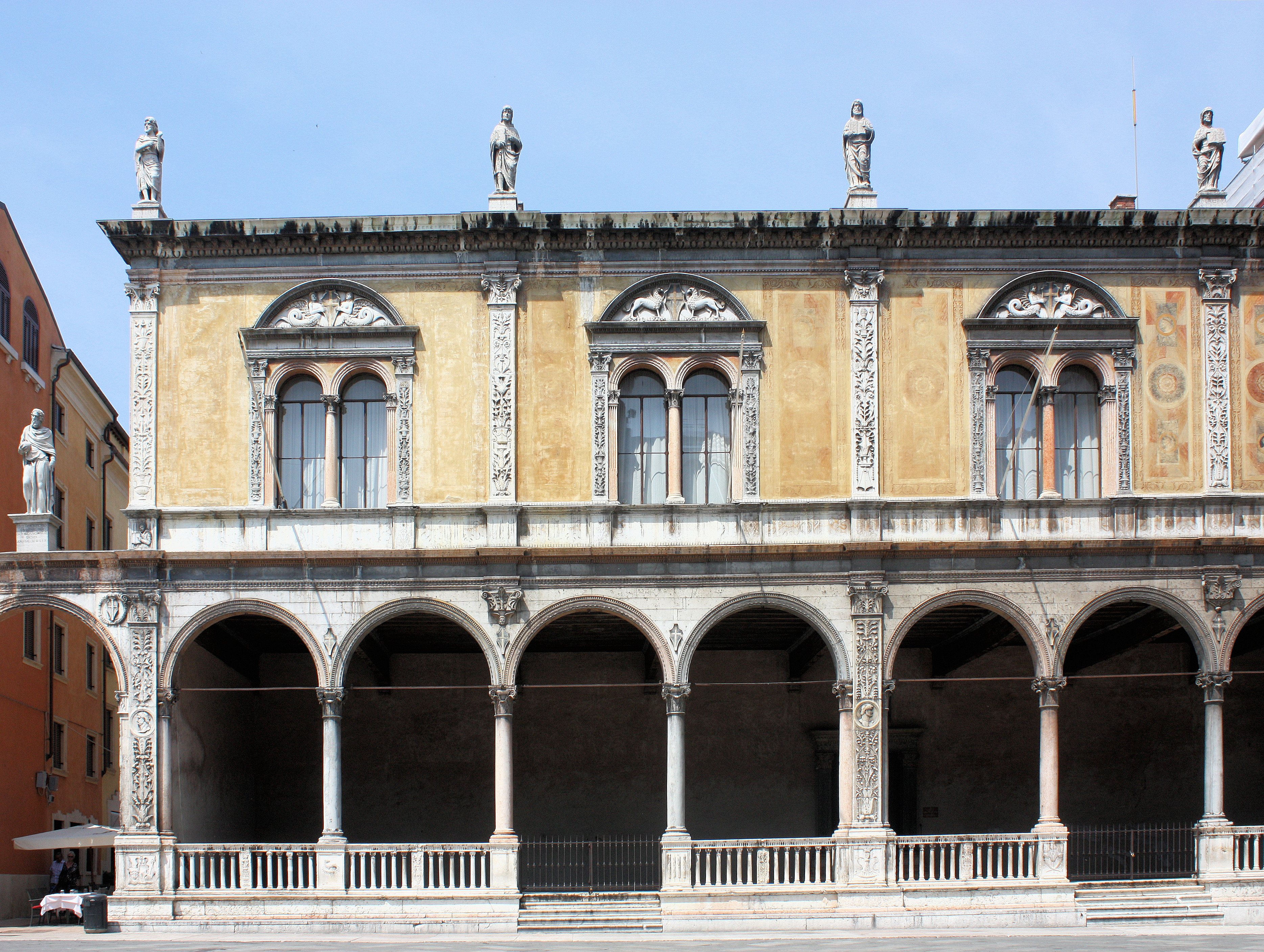
Лоджия дель Консильо в Вероне. 1476—1493
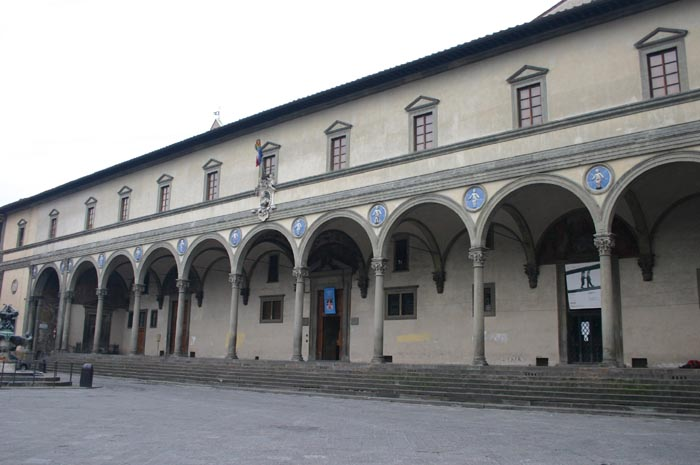
Оспедале дельи Инноченти. 1419—1445. Флоренция. Архитектор Ф. Брунеллески
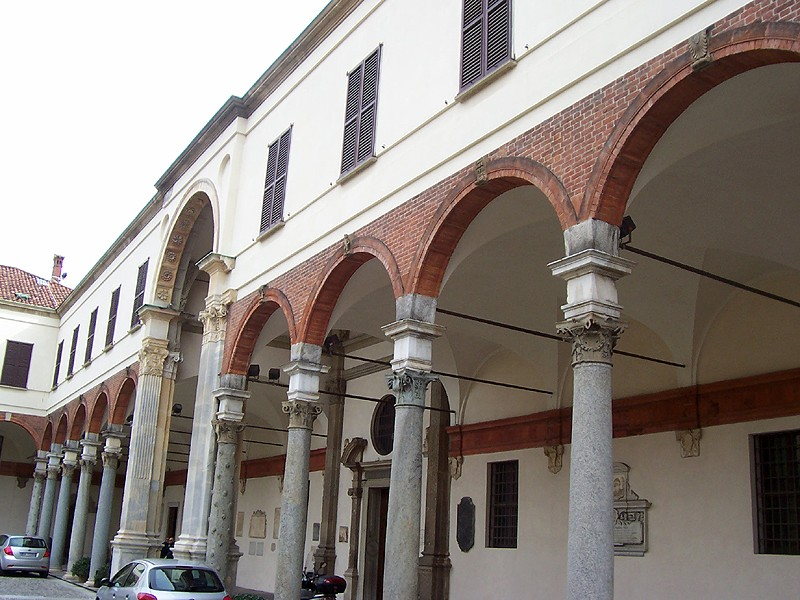
«Аркада Браманте». 1480-е гг. Церковь Сант-Амброджо, Милан. Архитектор Д. Браманте
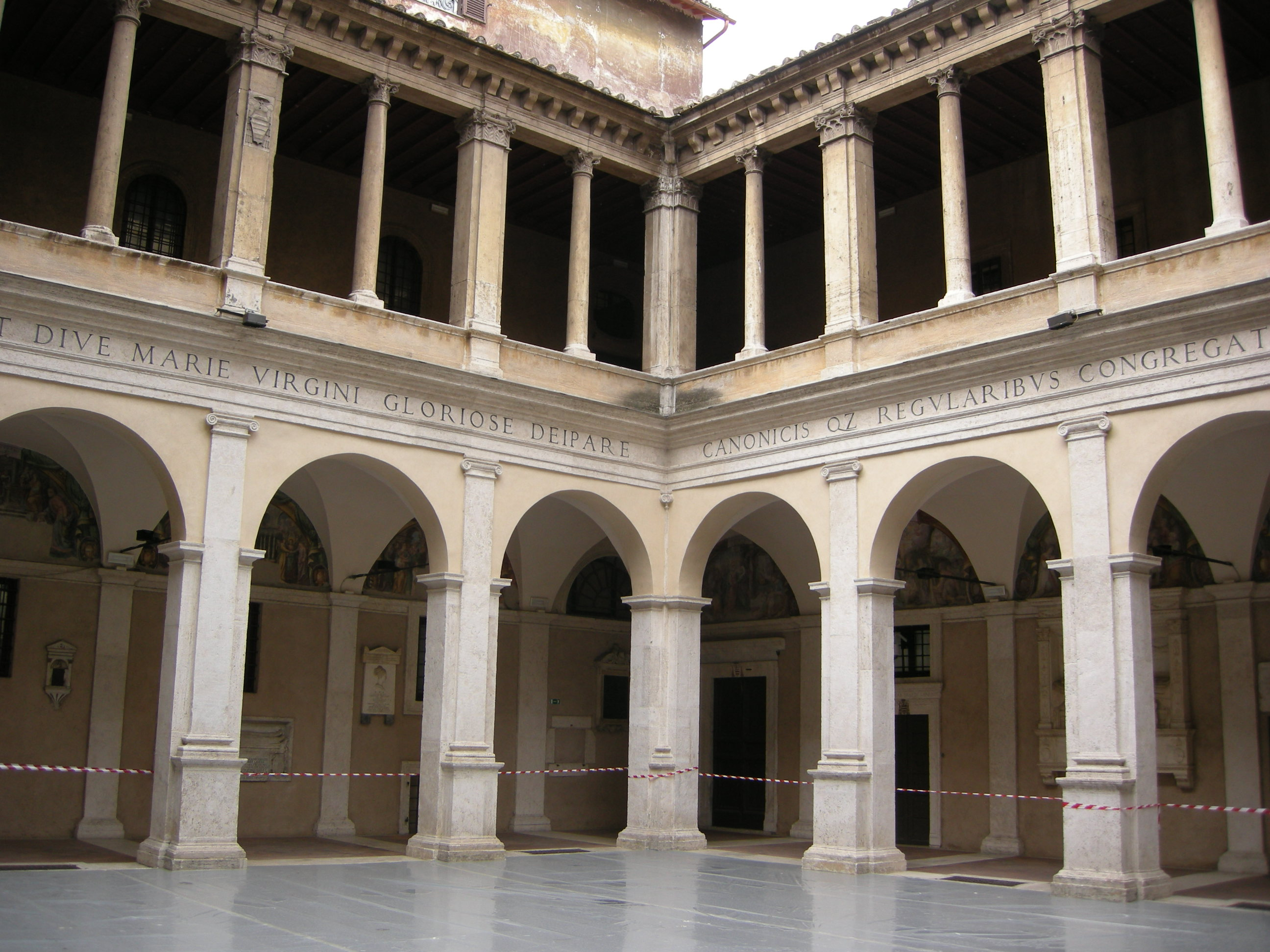
Кьостро (дворик) монастыря Санта-Мария-делла-Паче. 1504. Рим. Архитектор Д. Браманте
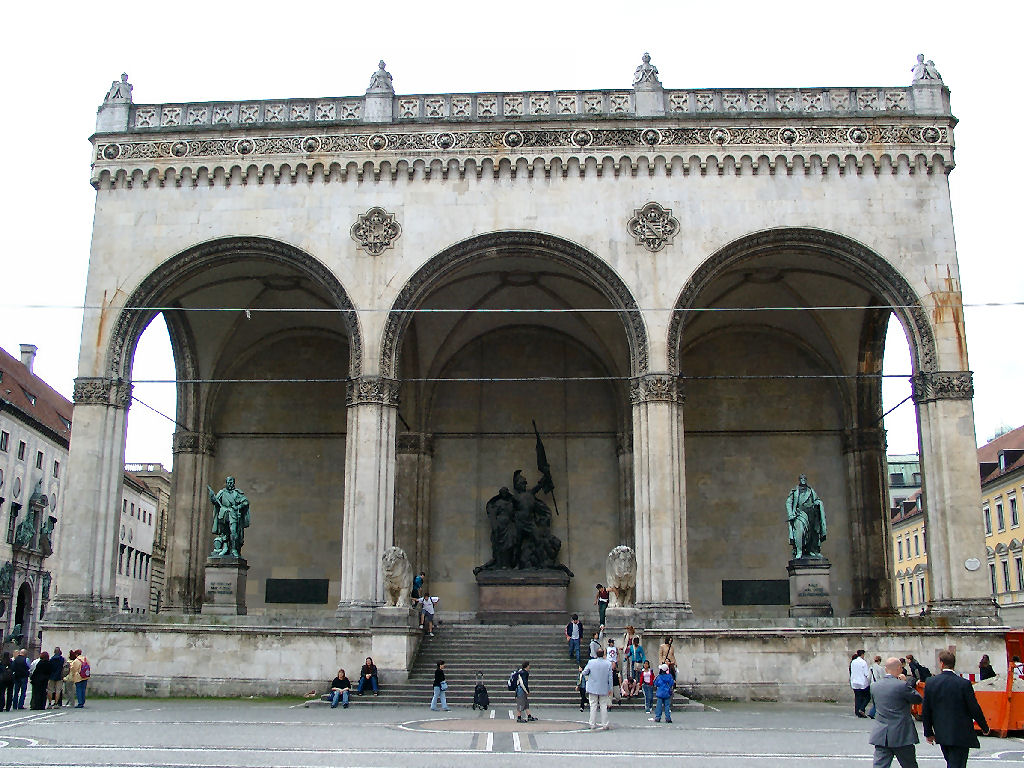
Фельдхернхалле (Зал баварских полководцев). 1841—1844. Одеонсплац, Мюнхен. Архитектор Ф. фон Гертнер
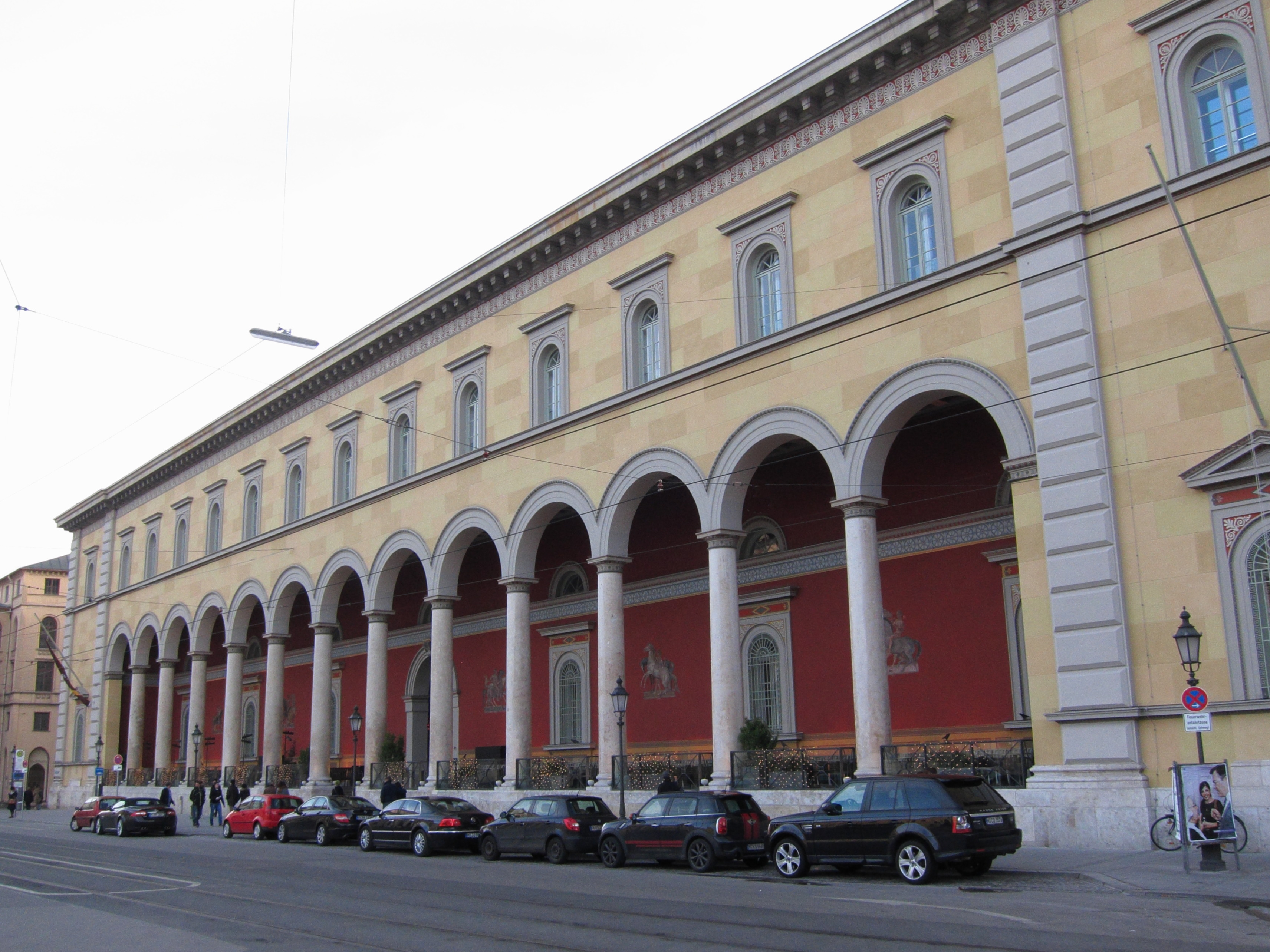
Лоджия Главного почтамта на Максимилианштрассе. Мюнхен. 1835–1838. Архитектор Лео фон Кленце
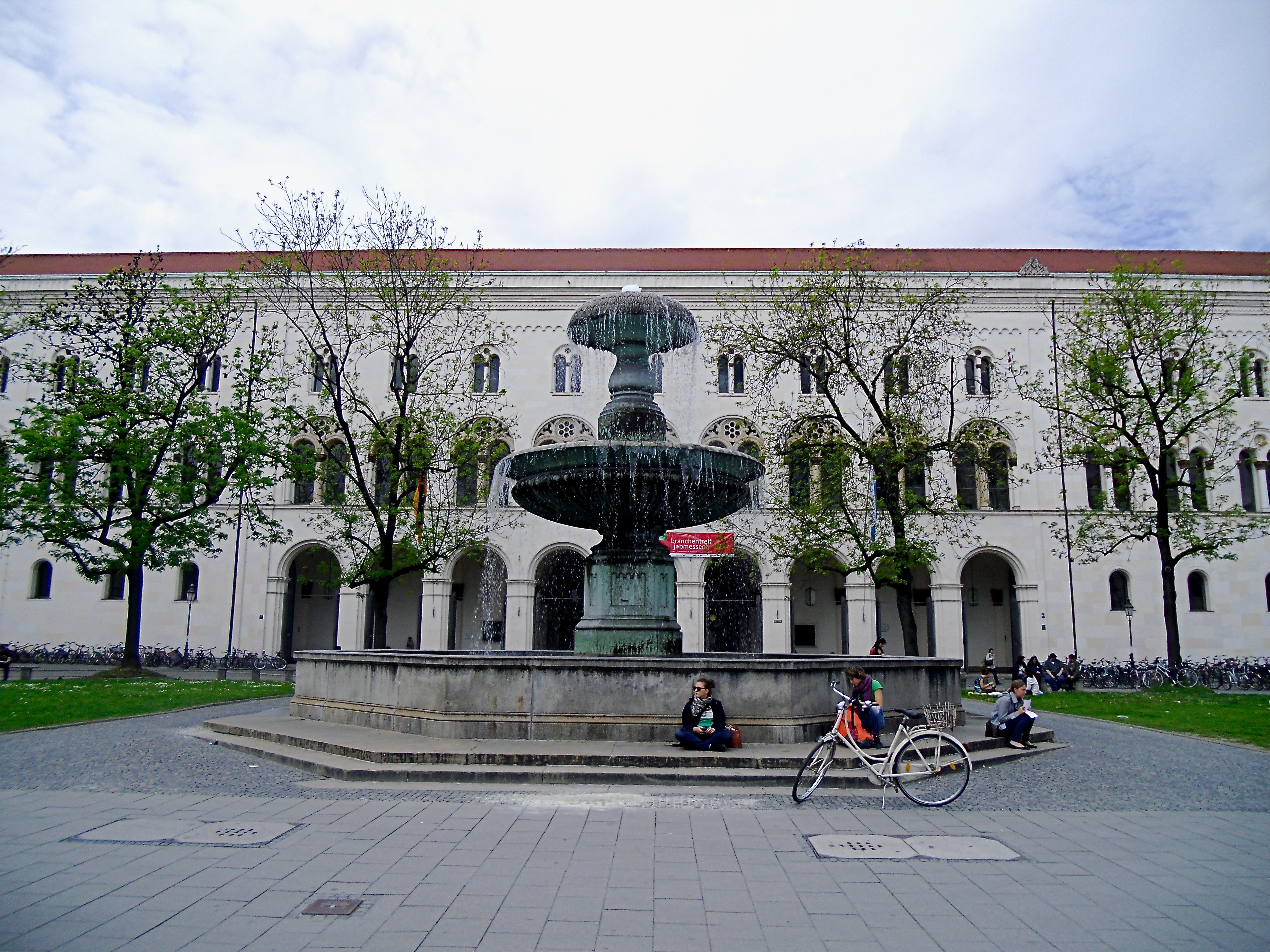
Фасад главного здания Университета Людвига Максимилиана в Мюнхене. 1835—1840. Архитектор Ф. фон Гертнер

Выдающимся памятником архитектуры раннего итальянского Возрождения является Оспедале дельи Инноченти (Воспитательный дом) во Флоренции с «аркадой по колоннам» главного фасада (1419—1445). Бывший приют для бездомных детей построен выдающимся тосканским архитектором Филиппо Брунеллески. Это одно из первых сооружений эпохи итальянского Возрождения, оказавшее огромное влияние на развитие итальянской и всей мировой архитектуры.
В ренессансной Флоренции знаменита Лоджия деи Ланци (1376—1382), построенная на углу площади Синьории (главной площади города). Её настоящее название: Лоджия делла Синьория (итал. Loggia della Signoria) — сооружение на площади Синьории, которое предназначалось для собраний членов Флорентийской Синьории (выборных лиц для управления городом). Позднее лоджию приспособили для размещения городской гвардии, вооружённой алебардами (итал. lancia — копьё, пика), что дало повод к новому названию. Похожую архитектуру имеет во Флоренции Меркато Нуово (Новый рынок; 1547—1551).
Лоджия представляет собой сооружение, типичное для тосканского кватроченто: открытую с двух сторон угловую галерею, одной стороной выходящую на Площадь Синьории с Палаццо Веккьо. Постройка оформлена «аркадой по колоннам» — арками, опирающимися непосредственно на капители колонн. Этот приём, ставший классическим в сооружениях Филиппо Брунеллески, например в Воспитательном доме, создаёт истинно ренессансный образ и, одновременно, восходит к старому тосканскому обычаю. В настоящее время лоджия Ланци представляет собой своеобразный музей. В лоджии размещается экспозиция скульптурных произведений из собрания близлежащей Галереи Уффици.
По образцу самой знаменитой, флорентийской Лоджии деи Ланци в Мюнхене, в 1841—1844 годах архитектором Фридрихом фон Гертнером по заказу короля Баварии Людвига I была построена лоджия Фельдхернхалле (нем. Feldherrnhalle — «Зал баварских полководцев»).

### «Лоджии Рафаэля»
В 1508 году Папа Юлий II поручил архитектору Донато Браманте построить галерею типа лоджии, с которой открывался бы вид на Вечный город. Архитектор начал работы, но в 1514 году скончался и строительство продолжил его племянник и помощник Рафаэль Санти. Лоджии Рафаэля, как их стали называть со временем, в истории архитектуры приобрели значение канонического образца искусства римского классицизма начала XVI века. Своды, стены и пилястры в 1517—1519 годах расписывали ученики Рафаэля: Перино дель Вага, Джулио Романо, Джованни да Удине, Франческо Пенни. В каждой из 13 секций свода Рафаэль написал по 4 сюжетных композиции на темы Ветхого и Нового Заветов. Остальное пространство заполнено орнаментом гротеска на античные темы.
В период с 1783 по 1792 год в Санкт-Петербурге по заказу императрицы Екатерины II, в здании Большого Эрмитажа (позднее: Старый Эрмитаж) архитектор Джакомо Кваренги создал галерею с копиями рафаэлевских фресок, повторяющую (с некоторыми отступлениями) сооружение Папского дворца в Ватикане. До этого группа художников (Я. Ф. Хаккерт, Д. и В. Анджелони, У. Петер и другие) в 1778 году в Риме приступила к копированию фресок Рафаэля и его учеников. Общее руководство осуществляли Х. Унтербергер и И. Ф. Раффенштайн. Копии выполняли на холстах, которые в свёрнутом виде доставляли в Санкт-Петербург. Когда возводили здание Нового Эрмитажа Лоджии в 1778—1787 годах были сохранены и расположились на втором этаже восточной галереи, проходящей вдоль Зимней канавки. В отличие от ватиканских они закрытые.

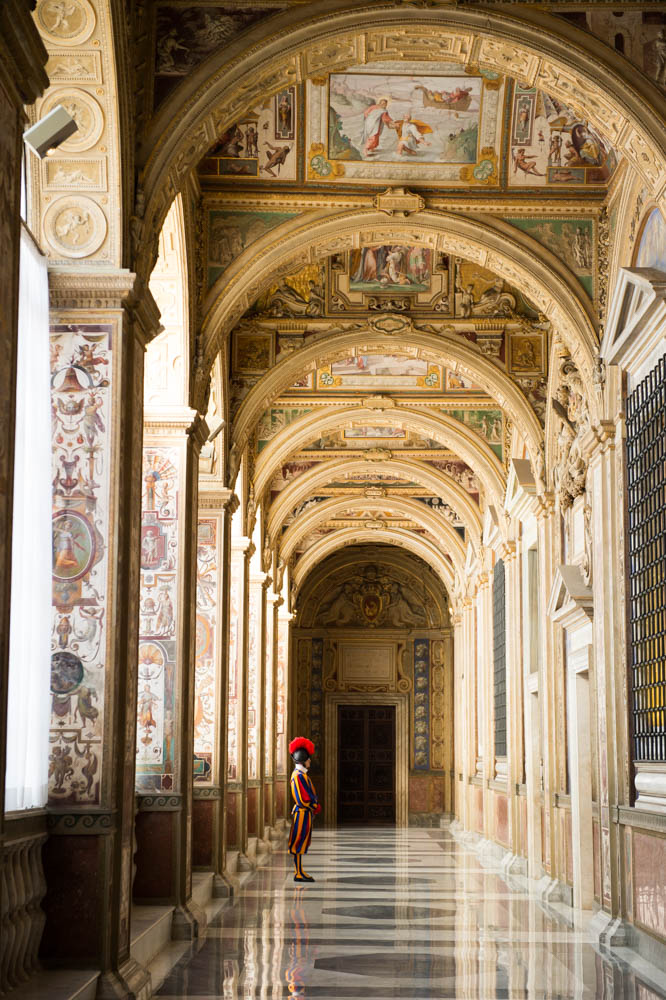
«Лоджии Рафаэля» в Апостольском дворце в Ватикане. 1508—1519. Проект архитектора Д. Браманте. Росписи учеников Рафаэля Санти
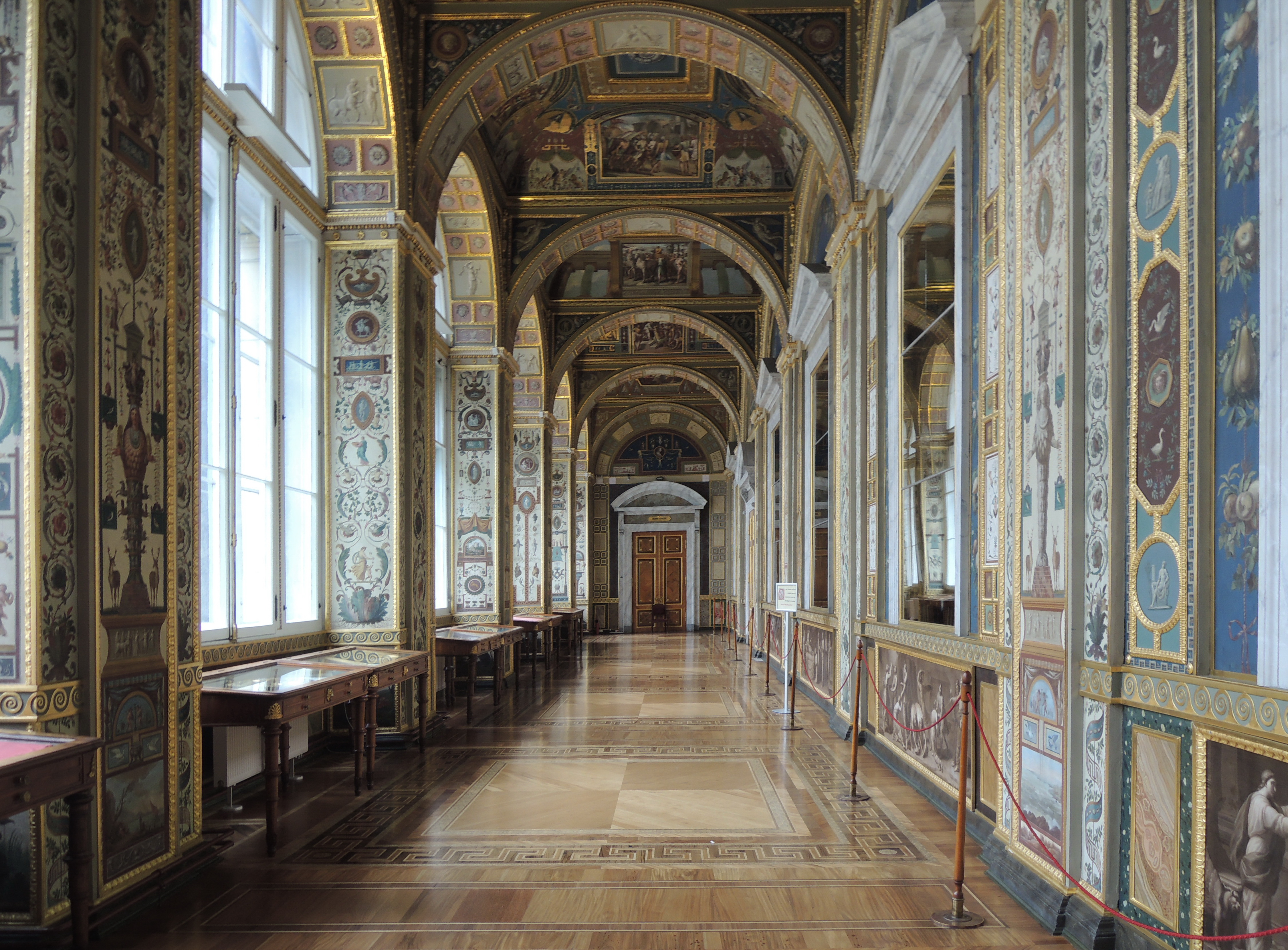
«Лоджии Рафаэля» в здании Нового Эрмитажа. Санкт-Петербург. 1778—1787
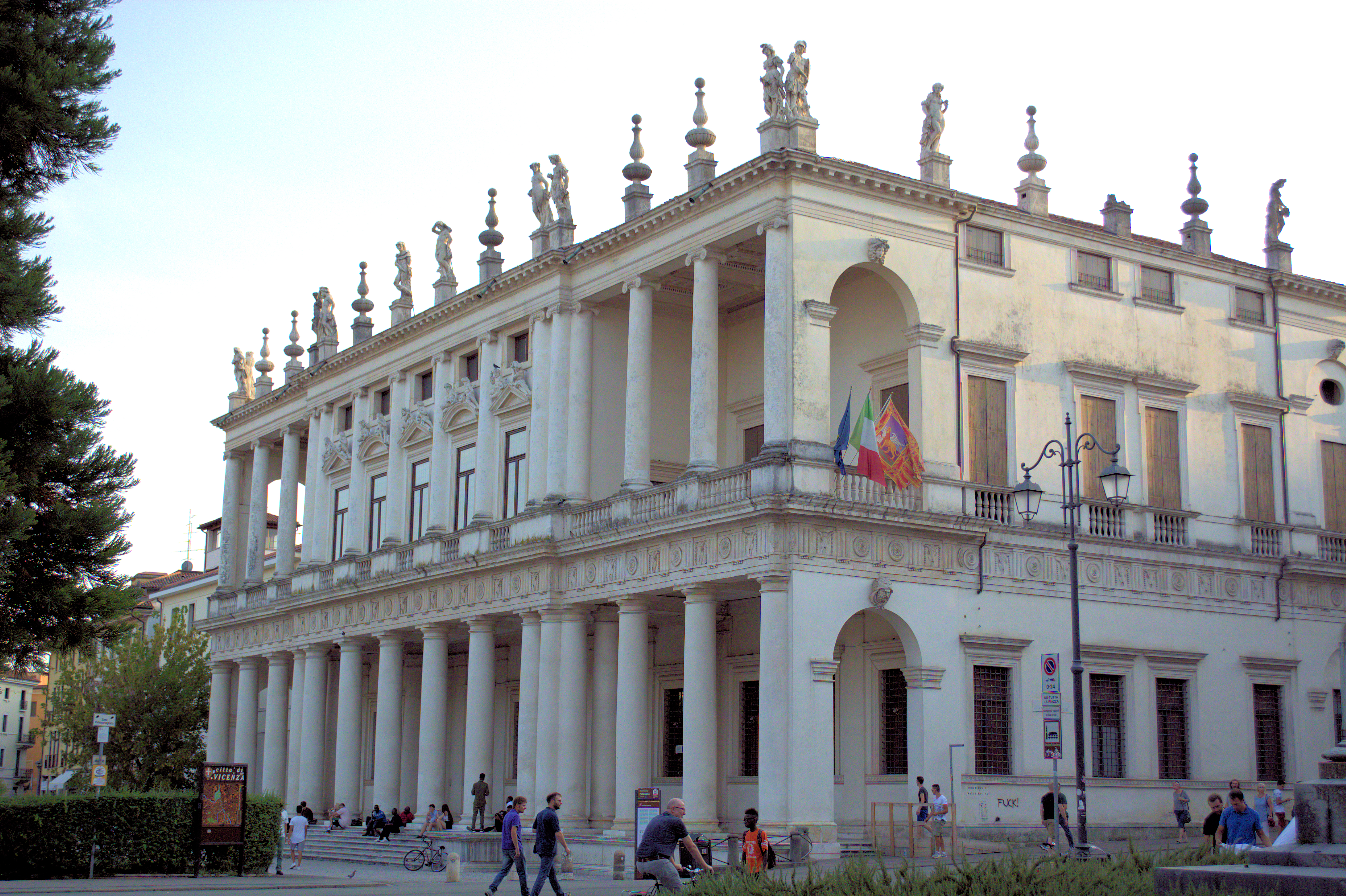
Палаццо Кьерикати. 1550. Виченца. Архитектор А. Палладио
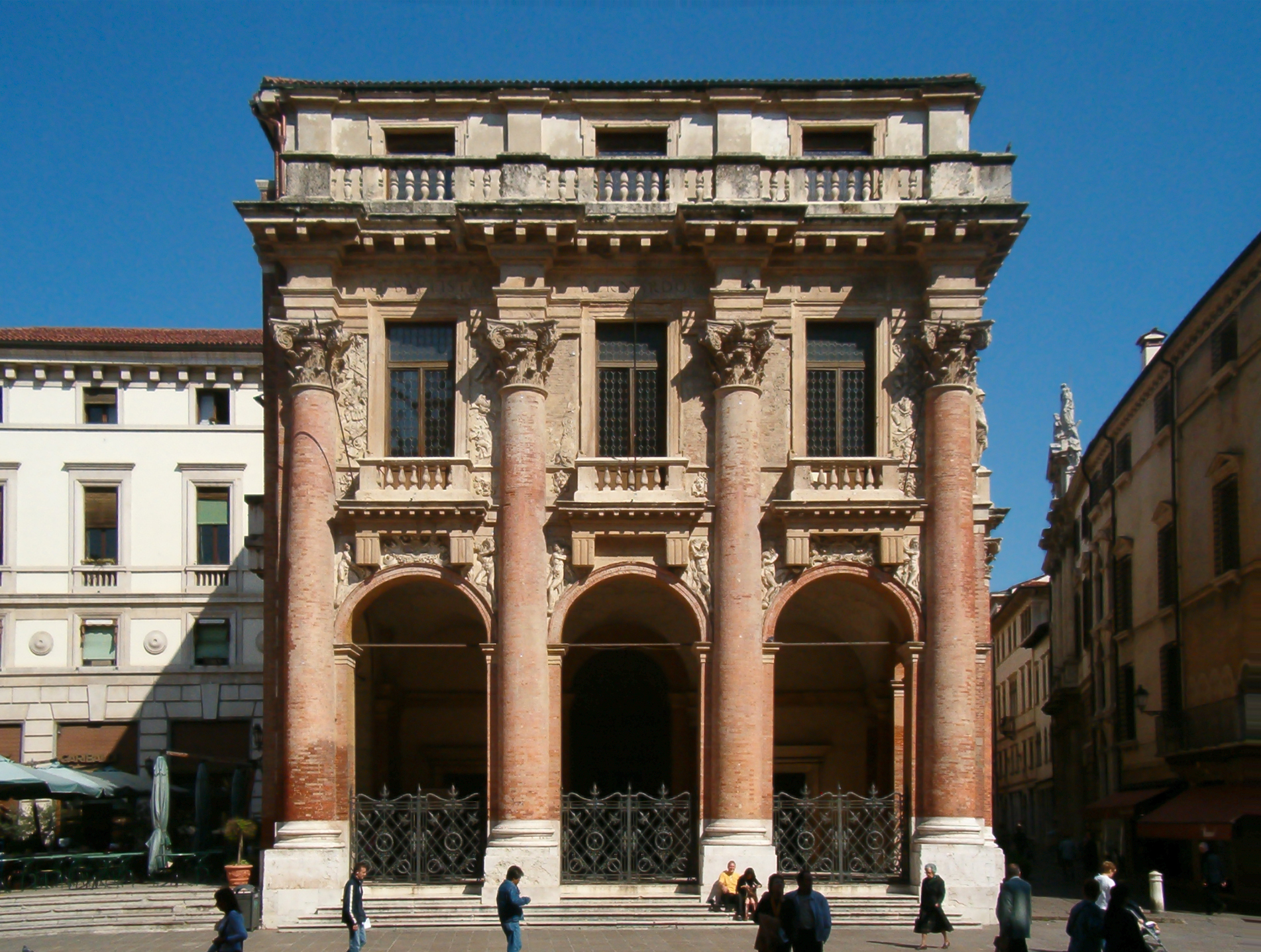
Лоджия дель Капитанио. 1571. Виченца. Архитектор А. Палладио
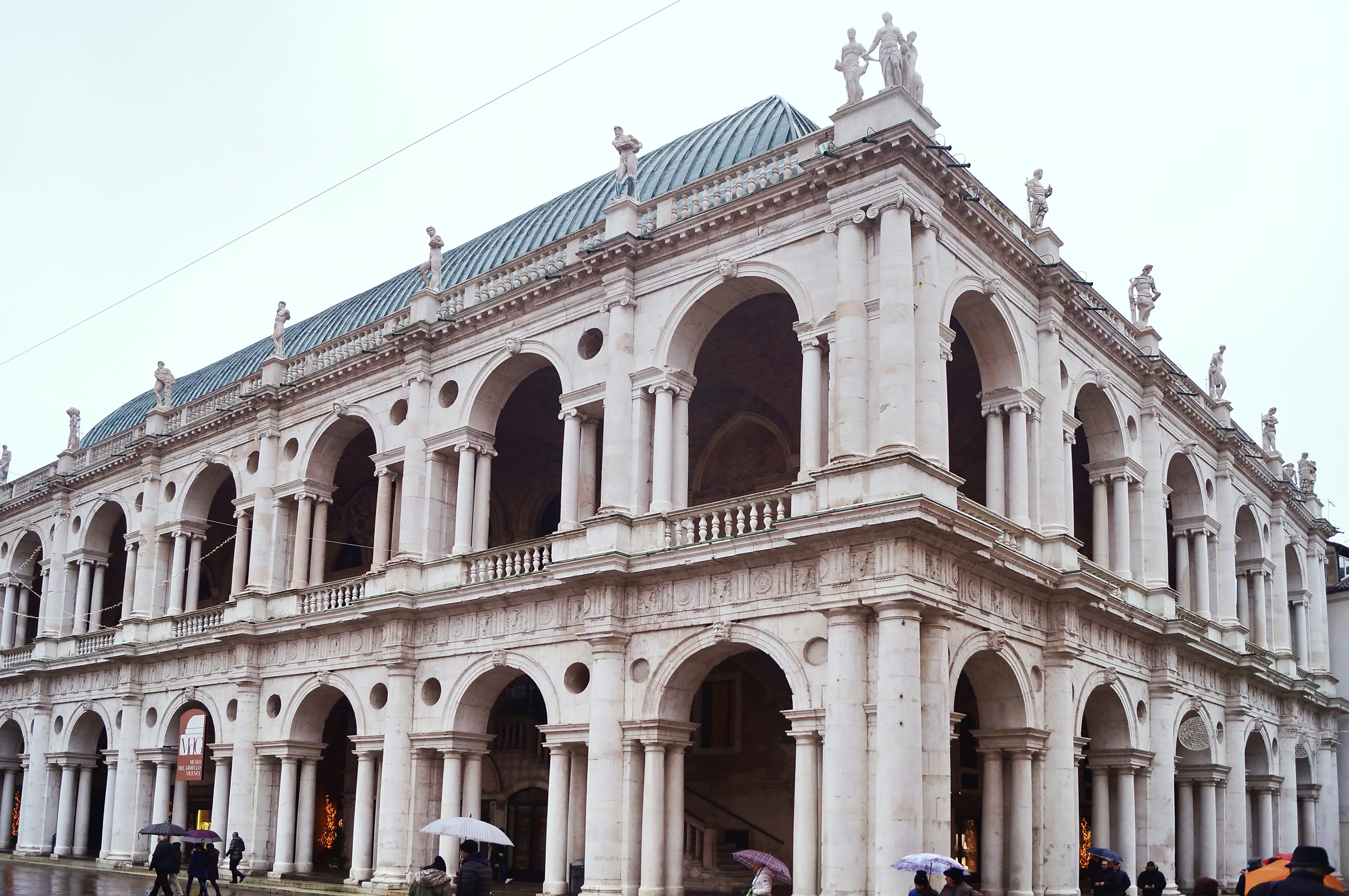
Базилика в Виченце. Вид с угла. Архитектор А. Палладио. Проект 1546 г.
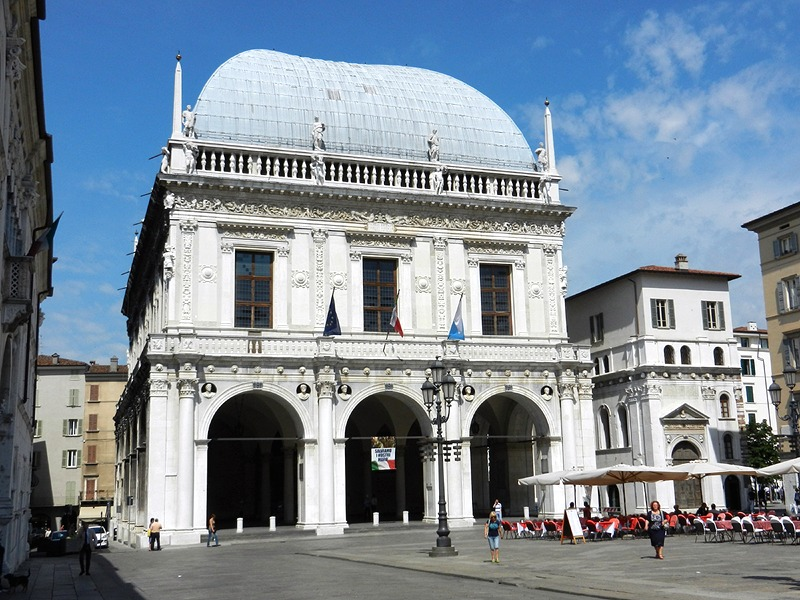
Палаццо делла Лоджия. 1492—1574. Проект Д. Браманте (?). Строительство Я. Сансовино, А. Палладио. Брешия
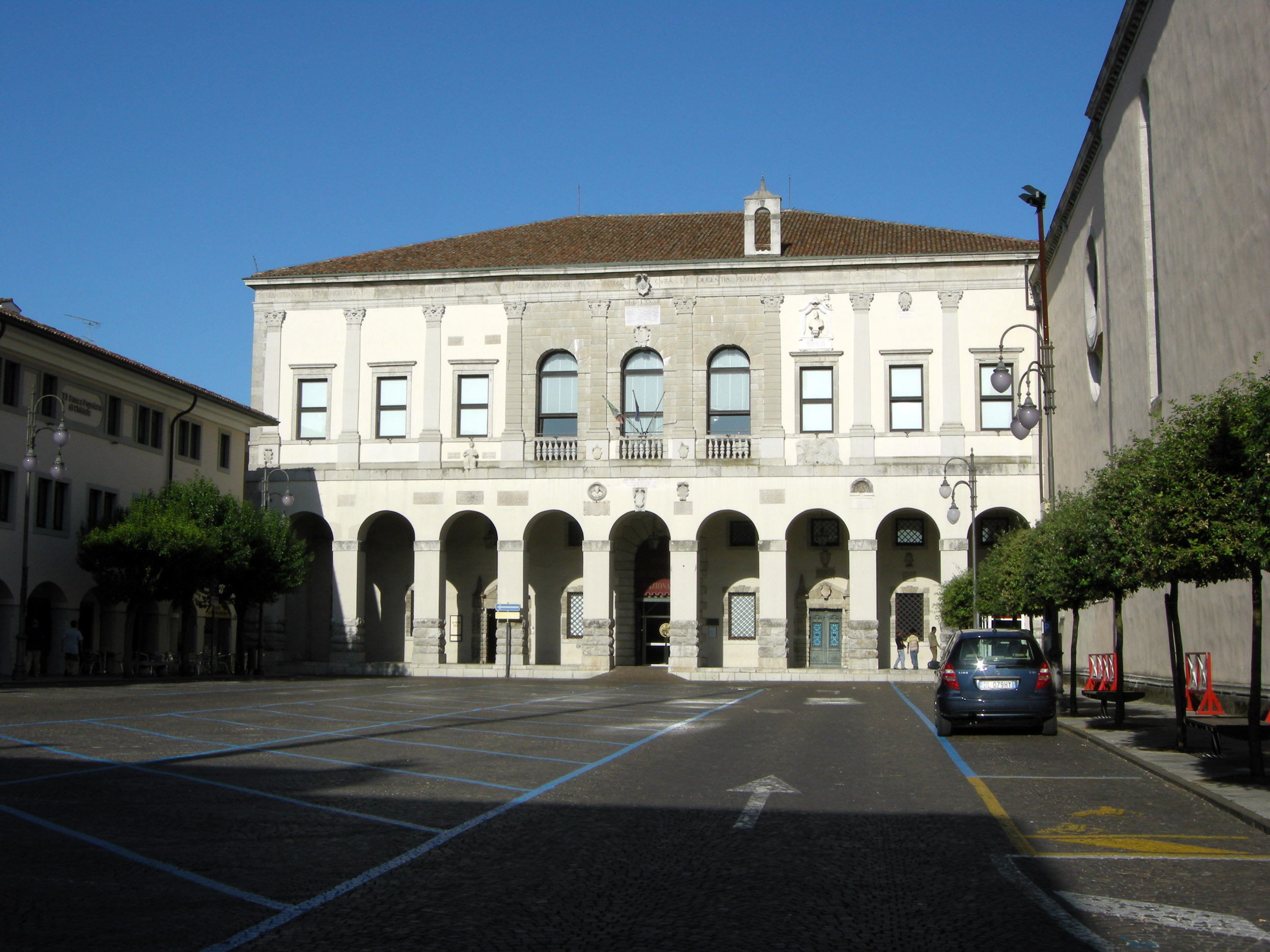
Палаццо Преторио (Чивидале). 1565—1586. Чивидале дель Фриули. Архитектор А. Палладио

### Палладианские лоджии
Лоджии использовал в своих постройках выдающийся архитектор Андреа Палладио. В Виченце он построил Палаццо Кьерикати (1550), нижний и, частично, верхний этаж которого оформлен лоджиями. Другое сооружение Палладио в Виченце так и называется: Лоджия дель Капитанио (1571), первый этаж здания также представляет собой открытую с трёх сторон лоджию.
В архитектуре русского классицизма лоджии использовали итальянские архитекторы: Джакомо Кваренги, Карл Росси.

## Лоджии в современной архитектуре
В современной жилой архитектуре многоэтажных домов лоджия — открытое неотапливаемое помещение, встроенное в здание или пристроенное к нему, имеющее стены с 2 или 3 сторон в зависимости от расположения и ограждение с открытой стороны. Лоджия может иметь покрытие и быть остеклённой. Она имеет ограниченную глубину, взаимосвязанную с освещением помещения, к которому примыкает.

### Чем лоджия отличается от балкона
Балконом называют площадку, которая выступает из фасада и имеет ограждение, но при этом открыта с трех сторон. Если обратиться к отличию конструкций лоджии и балкона, то оно заключается в том, как крепится опорная плита элемента. По ГОСТ составляющая балкона — консольная ЖБ плита. Она выступает из стены фасада и на неё приходится нагрузка непосредственно самого балкона. Плита лоджии тоже выступает за пределы наружной стены квартиры, но за пределы фасада она не выходит. У лоджии плита отличается тем, что она может выдерживать гораздо больше нагрузок. Так получается из-за того, что лоджия передаёт свою нагрузку на смежные с квартирой стены. В зависимости от типа стен здания лоджия опирается на конструкции многоквартирного дома, принимающие нагрузку, которые могут быть несущими или полунесущими.

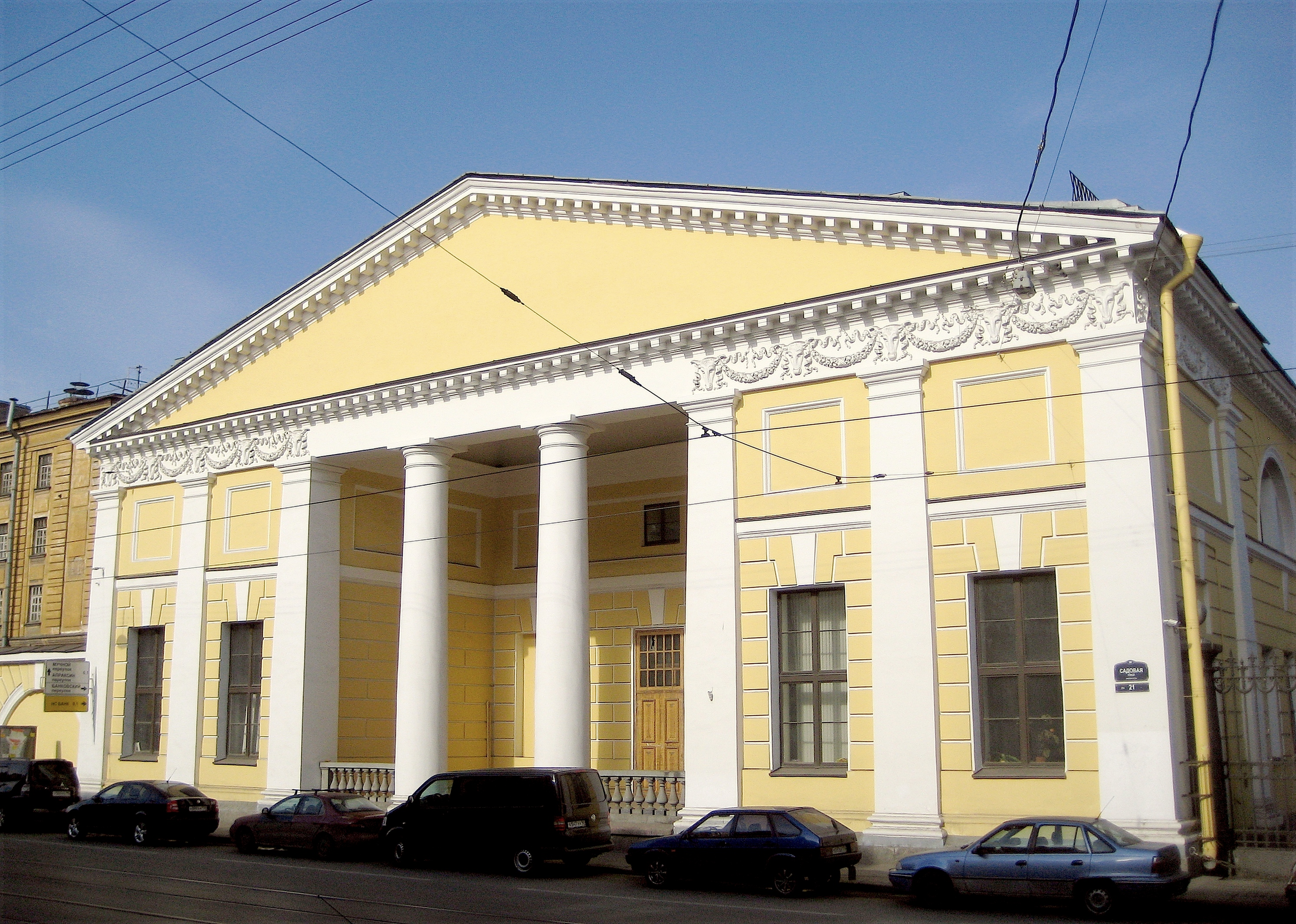
Флигель здания Ассигнационного банка на Садовой улице. Санкт-Петербург. 1783—1790. Архитектор Дж. Кваренги
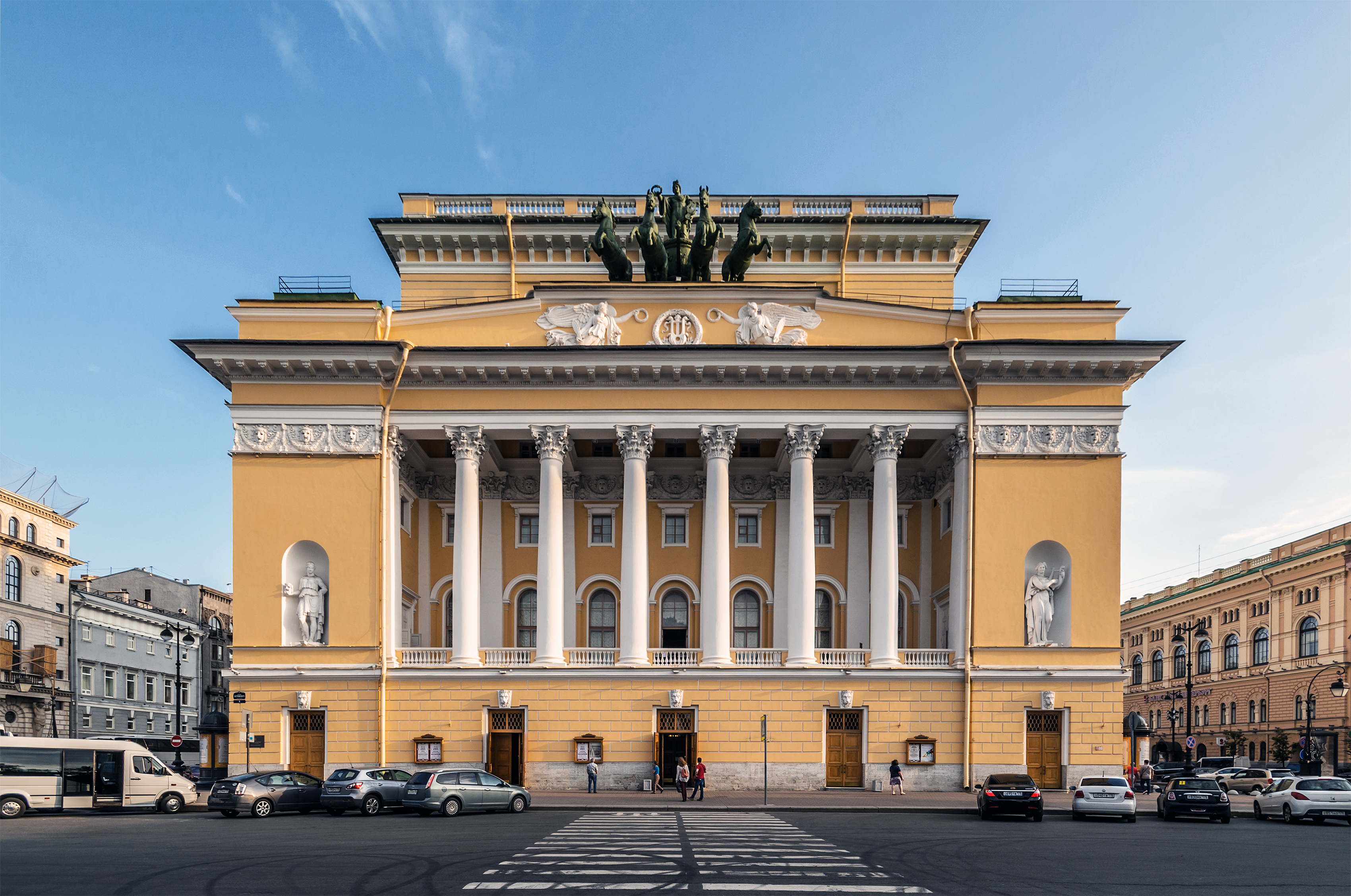
Aлександринский театр. Главный (северный) фасад. Санкт-Петербург. 1827—1832. Архитектор К. Росси
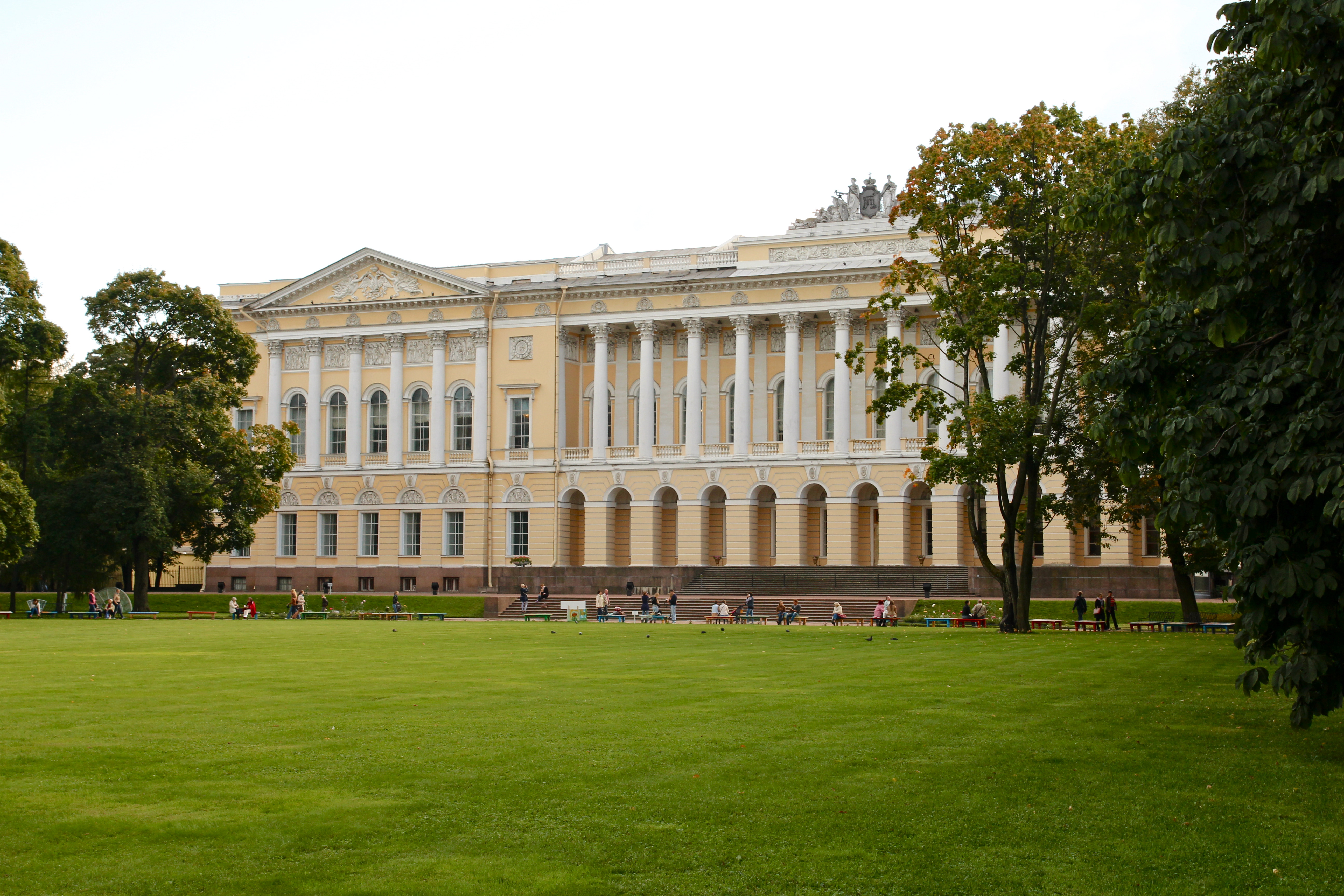
Михайловский дворец. Садовый (северный) фасад. 1819—1825. Архитектор К. Росси.
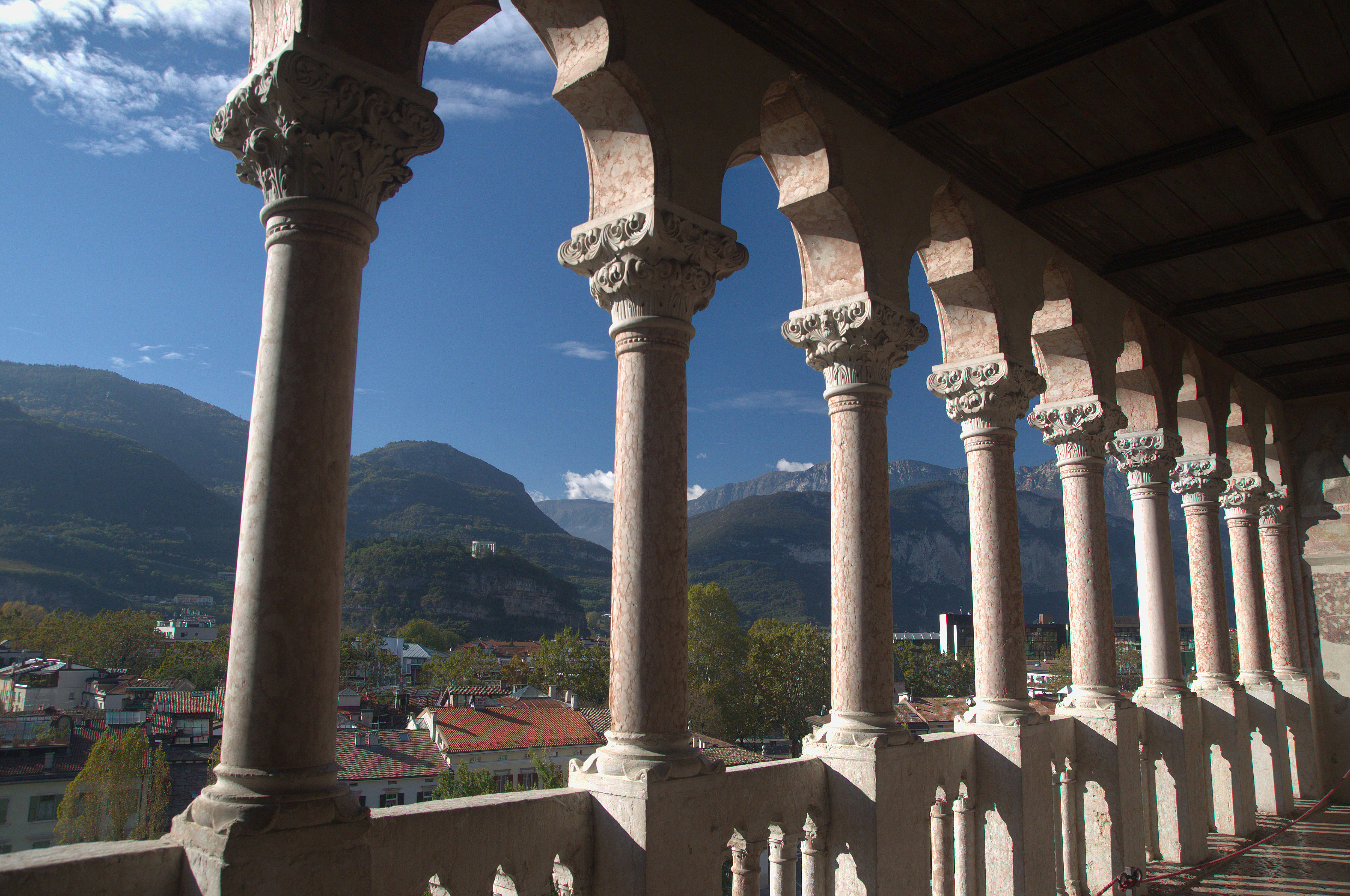
Галерея в стиле североитальянской готики, ошибочно называемая лоджией. Замок Буонконсильо. Тренто, Италия
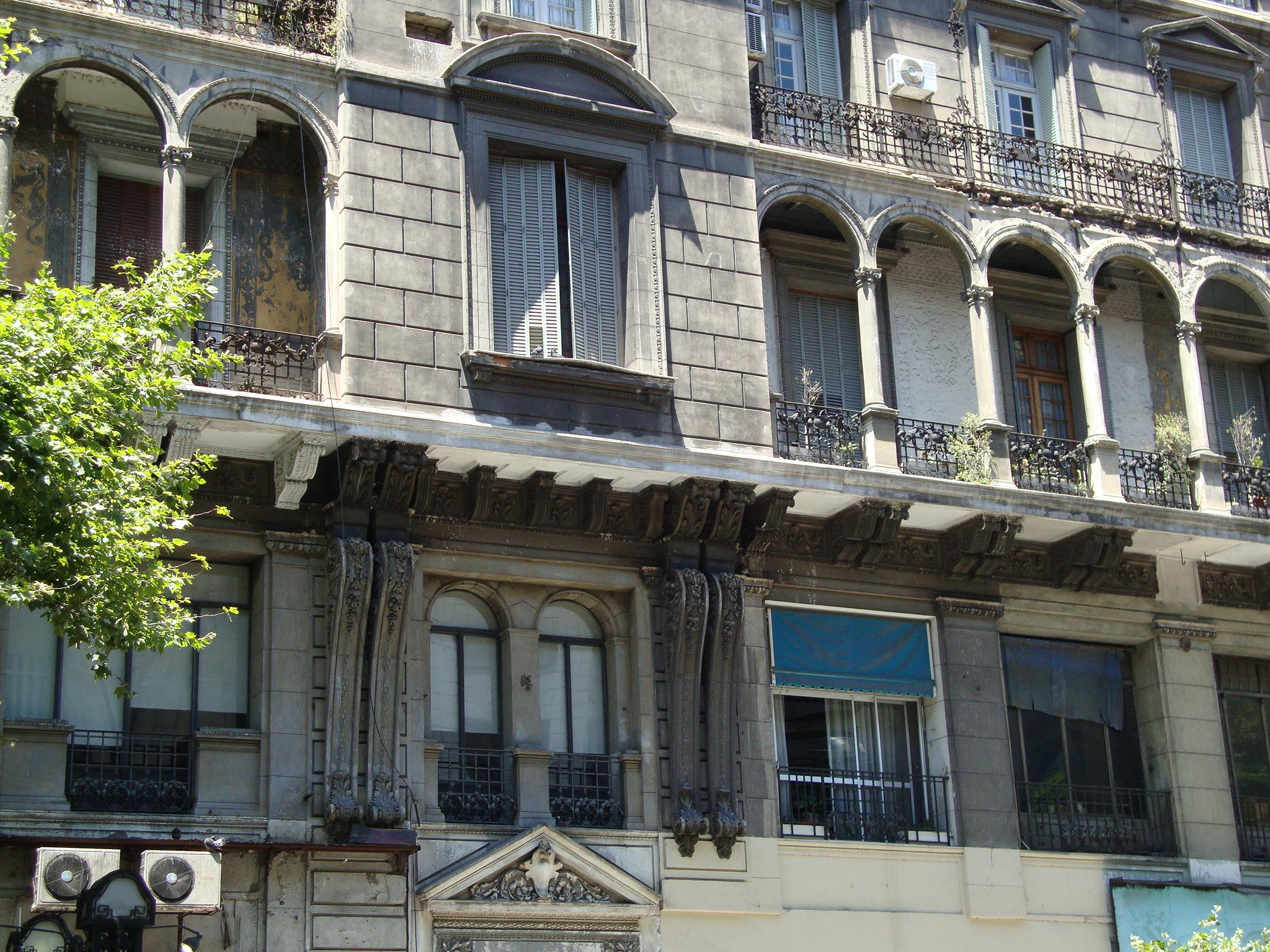
Лоджия жилого дома в Буэнос-Айресе, Аргентина
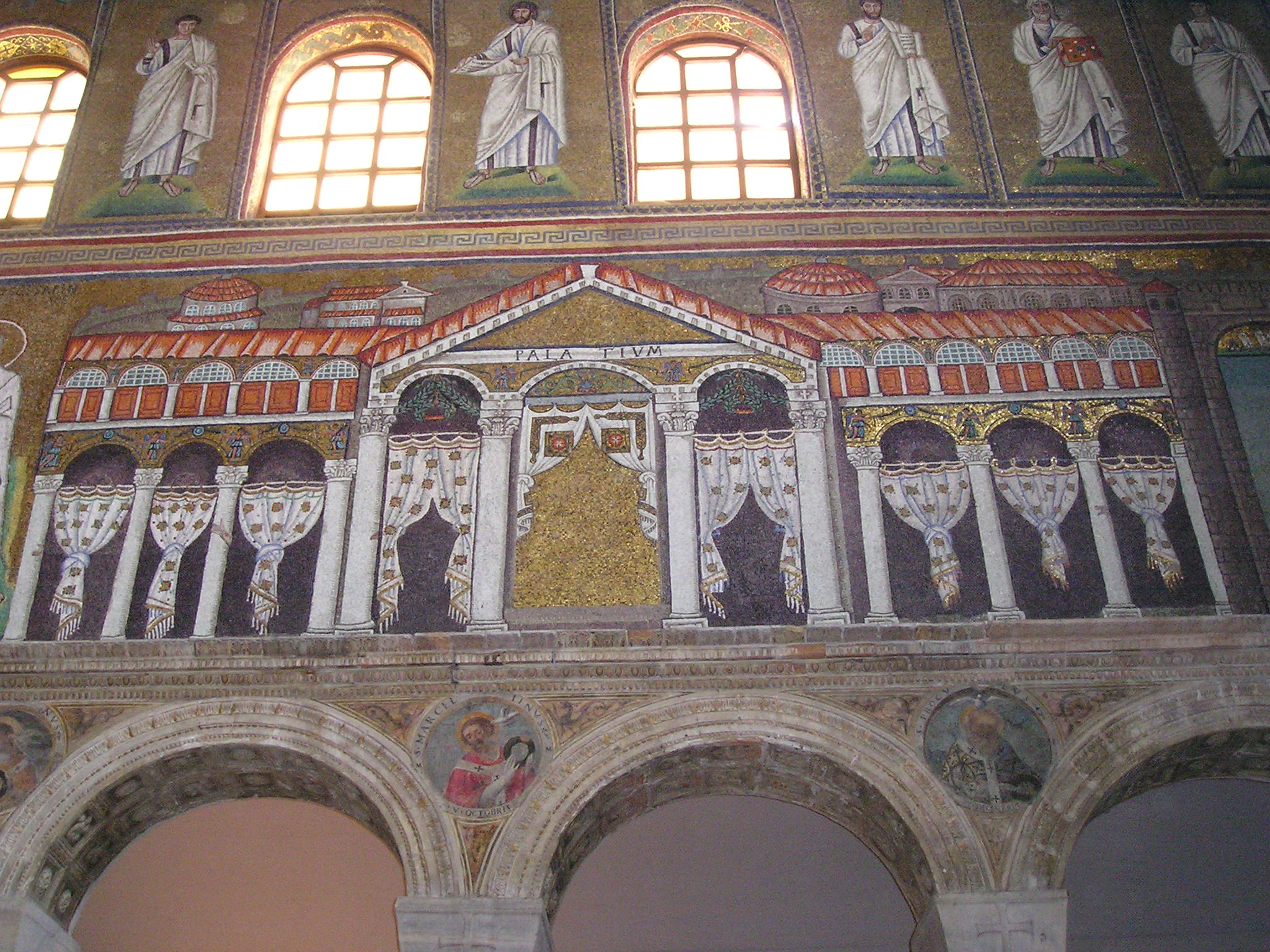
Мозаика главного нефа базилики Сант-Аполлинаре-Нуово в Равенне, Италия. Изображает аркаду Дворца Теодориха. Вместо уничтоженных в VI веке образов арианских святых в опустевших арках изображены драпировки
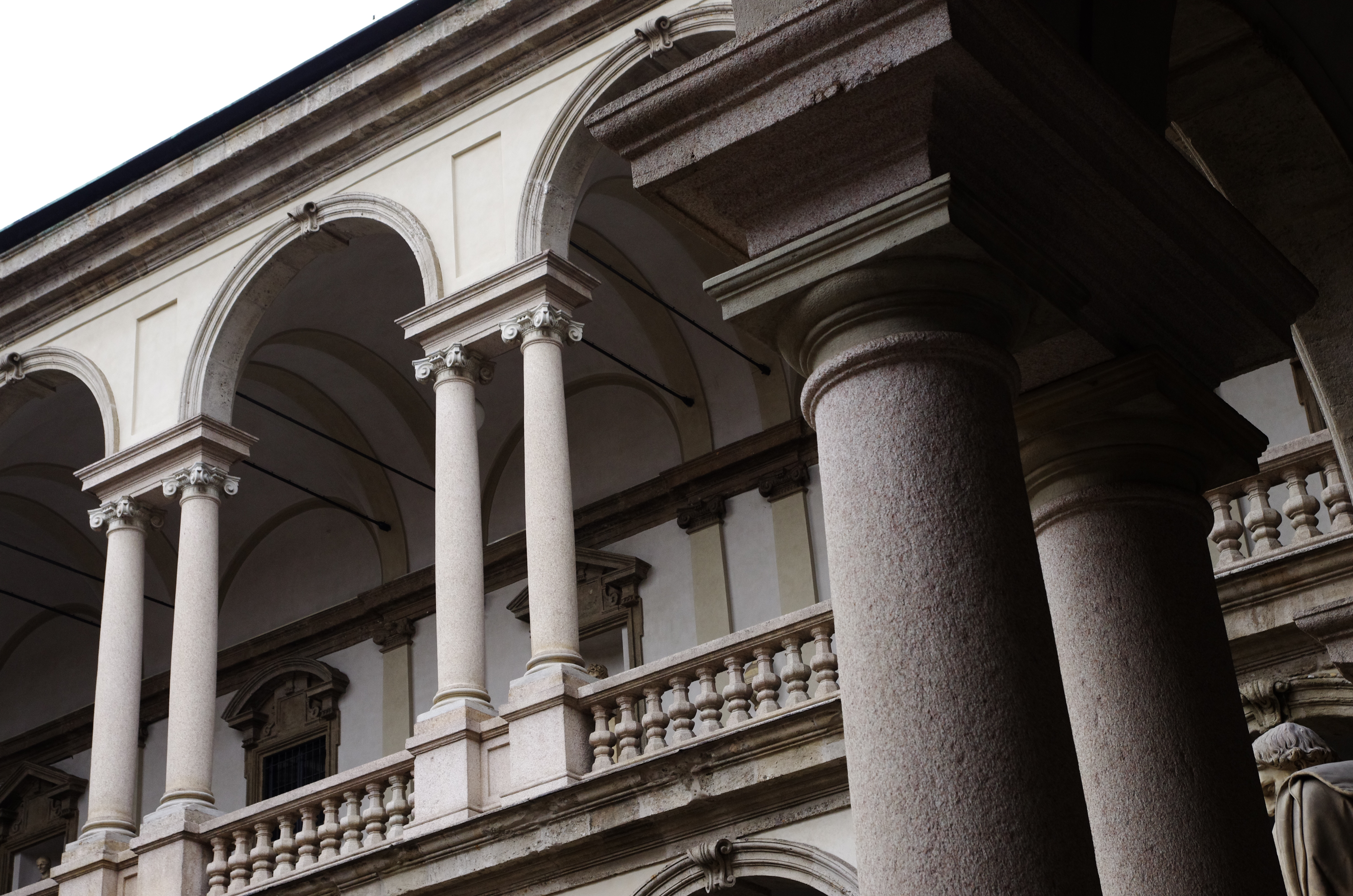
Двухъярусная галерея (но не лоджия) внутреннего двора  Палаццо Брера в Милане, Италия. Архитектор Дж. Пьермарини. 1780